# Amplificación génica
La amplificación génica o de ADN es el aumento en el número de copias de un fragmento de ADN particular. Una célula tumoral amplifica o copia segmentos de ADN en forma aberrante, como resultado de las señales celulares y en ocasiones debido a daños causados por efectos ambientales. También pueden tener su uso en medicina como técnicas de diagnóstico, reacción en cadena de la polimerasa.
El resultado de este proceso es la producción de varias copias de los genes que se encuentran en una región del cromosoma en lugar de sola, este fenómeno se produce de forma natural durante el ciclo vital de algunos insectos y anfibios, pero en el caso de los mamíferos constituye un hecho no planificado que puede ser provocado por inestabilidad genética en la célula que por lo general se asocia con estados avanzados de malignidad del tumor, aunque también aparezca en tumores benignos.
En ocasiones cuando el nivel de amplificación es elevado, se producen tantas copias de la región amplificada que las copias pueden llegar a formar sus propios pseudocromosomas llamados cromosomas dobles diminutos o miniatura que junto a la presencia de un bandeo cromosómico anormal sirve como identificación de la amplificación génica al microscopio.
Los cromosomas dobles diminutos son pequeños minicromosomas que carecen de centrómeros, formados a partir de las copias de la región de ADN; y el bandeo cromosómico anormal se debe a que la región del ADN que se amplificó permanece en el cromosoma por lo que se transmite de una forma estable durante la división celular, al contrario de lo que ocurre con los cromosomas dobles diminutos.
Este proceso es común en células cancerosas, si un oncogén está incluido en la región amplificada, la sobreexpresión que resulta de ese gen puede provocar un crecimiento descontrolado, además de que puede contribuir a la resistencia a los fármacos en el tratamiento del cáncer.